# Aulohalaelurus labiosus
Aulohalaelurus labiosus är en hajart som först beskrevs av Waite 1905.  Aulohalaelurus labiosus ingår i släktet Aulohalaelurus och familjen rödhajar. IUCN kategoriserar arten globalt som livskraftig. Inga underarter finns listade.

## Bildgalleri

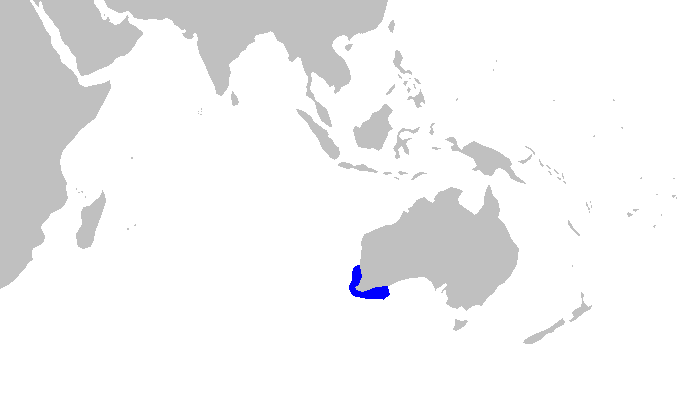